# Kup Srbije 2022-2023
La Kup Srbije u fudbalu 2022-2023 (in cirillico Куп Србије у фудбалу 2022-2023, Coppa di Serbia di calcio 2022-2023), è stata la 17ª edizione della Kup Srbije, iniziata il 14 settembre 2022 e terminata il 25 maggio 2023. La Stella Rossa, squadra campione in carica, si è riconfermata conquistando il trofeo per la sesta volta nella sua storia.

## Formula
La formula è quella dell'eliminazione diretta, in caso di parità al 90º minuto si va direttamente ai tiri di rigore senza disputare i tempi supplementari (eccetto in finale). Gli accoppiamenti sono decisi tramite sorteggio; in ogni turno (eccetto le semifinali, dove il sorteggio è libero) le "teste di serie" non possono essere incrociate fra loro.
La finale si disputa di regola allo Stadio Partizan di Belgrado; se i finalisti sono Partizan e Stella Rossa si effettua un sorteggio per decidere la sede; se i finalisti sono Partizan ed un'altra squadra si gioca allo Stadio Rajko Mitić ("casa" della Stella Rossa).

### Calendario
| Turno                | Numero di incontri | Squadre | Entrano a questo turno | Date              |
| -------------------- | ------------------ | ------- | --- | ----------------- |
| Turno preliminare    | 4                  | 36 → 32 | classificate dal 13º al 16º posto nella Prva Liga Srbija 2020-2021 5 squadre vincenti le coppe regionali                            | 14 settembre 2022 |
| Sedicesimi di finale | 16                 | 32 → 16 | 4 squadre vincitrici del turno preliminare prima classificata della Prva Liga Srbija 2021-2022 17 squadre della Superliga 2021-2022 | 19 ottobre 2022   |
| Ottavi di finale     | 8                  | 16 → 8  | – | 9 novembre 2022   |
| Quarti di finale     | 4                  | 8 → 4   | – | 3 maggio 2023     |
| Semifinali           | 2                  | 4 → 2   | – | 17 maggio 2023    |
| Finale               | 1                  | 2 → 1   | – | 3 giugno 2023     |

## Turno preliminare
Partecipano le 4 squadre classificate dal 13º al 16º posto nella Prva Liga Srbija 2021-2022 e 4 vincitrici delle coppe regionali.
| Squadra 1         | Risultato       | Squadra 2           |
| ----------------- | --------------- | ------------------- |
| 8 settembre 2021  |                 |                     |
| Bačka B. Palanka  | 2 – 2 (5-7 dtr) | Kabel Novi Sad      |
| Mokra Gora        | 1 – 6           | Zlatibor Čajetina   |
| Jagodina          | 1 – 0           | Timok               |
| Radnički Belgrado | 1 – 0           | Budućnost Dobanovci |

## Sedicesimi di finale
Partecipano le 4 squadre vincitrici del turno preliminare, dalla prima classificata della Prva Liga Srbija 2021-2022 e dalle 17 squadre della Superliga 2021-2022. Il sorteggio è stato effettuato il 19 settembre 2022.
| Squadra 1             | Risultato       | Squadra 2         |
| --------------------- | --------------- | ----------------- |
| 28 settembre 2022     |                 |                   |
| Radnički S. Mitrovica | 1 – 1 (2-0 dtr) | Partizan          |
| 29 settembre 2022     |                 |                   |
| Mačva Šabac           | 0 – 2           | Stella Rossa      |
| 12 ottobre 2022       |                 |                   |
| Inđija                | 0 – 2           | Napredak Kruševac |
| 19 ottobre 2022       |                 |                   |
| Železničar Pančevo    | 3 – 0           | Novi Sad          |
| IMT Belgrado          | 2 – 1           | Radnički Niš      |
| Žarkovo               | 1 – 1 (4-5 dtr) | Kolubara          |
| Mladost GAT           | 2 – 0           | Voždovac          |
| Radnički Belgrado     | 2 – 1           | Mladost Lučani    |
| Javor Ivanjica        | 0 – 0 (5-6 dtr) | Radnički Niš      |
| Jagodina              | 1 – 2           | Novi Pazar        |
| Loznica               | 1 – 2           | TSC Bačka Topola  |
| Polet (SMnM)          | 2 – 1           | Radnik Surdulica  |
| Rad Belgrado          | 0 – 2           | Spartak Subotica  |
| Zlatibor Čajetina     | 0 – 2           | Čukarički         |
| Kabel Novi Sad        | 0 – 0 (4-5 dtr) | Metalac           |
| 1º novembre 2022      |                 |                   |
| Grafičar Belgrado     | 1 – 1 (0-3 dtr) | Vojvodina         |

## Ottavi di finale
Il sorteggio è stato effettuato il 3 novembre 2022.
| Squadra 1             | Risultato | Squadra 2          |
| --------------------- | --------- | ------------------ |
| 9 novembre 2022       |           |                    |
| TSC Bačka Topola      | 2 – 0     | Železničar Pančevo |
| Radnički Belgrado     | 1 – 2     | Radnik Surdulica   |
| Radnički Niš          | 3 – 0     | IMT Belgrado       |
| Novi Pazar            | 2 – 1     | Kolubara           |
| Vojvodina             | 2 – 1     | Mladost GAT        |
| 15 marzo 2023         |           |                    |
| Radnički S. Mitrovica | 1 – 3     | Stella Rossa       |
| Metalac               | 0 – 2     | Čukarički          |
| Spartak Subotica      | 0 – 1     | Napredak Kruševac  |

## Quarti di finale
Il sorteggio è stato effettuato il 30 marzo 2023.
| Squadra 1         | Risultato       | Squadra 2    |
| ----------------- | --------------- | ------------ |
| 3 maggio 2023     |                 |              |
| Napredak Kruševac | 0 – 0 (2-4 dtr) | Stella Rossa |
| 4 maggio 2023     |                 |              |
| Radnik Surdulica  | 0 – 1           | Čukarički    |
| TSC Bačka Topola  | 4 – 0           | Novi Pazar   |
| Radnički Niš      | 0 – 1           | Vojvodina    |

## Semifinali
| Squadra 1        | Risultato | Squadra 2    |
| ---------------- | --------- | ------------ |
| 17 maggio 2023   |           |              |
| Vojvodina        | 0 – 1     | Čukarički    |
| TSC Bačka Topola | 0 – 3     | Stella Rossa |

## Finale
| Arbitro: | Milan Mitić |

|           |           |                |
| Docić 21’ | Marcatori | 61’, 76’ Pešić |